# Barbara Ricci
Barbara Ricci (* 11. September 1971 in Rom) ist eine italienische Schauspielerin.

## Leben
Barbara Ricci wurde in Rom am Teatro Agorà und an der Accademia Nazionale di Danza ausgebildet. Ihr Schauspieldebüt gab sie 1988 in dem Fernsehfilm Una lepre con la faccia da bambina auf RAI. 1996 spielte sie in der deutschen Krimiserie Schwarz greift ein die Rolle der Gina Mancini. 2013 war sie als Benita Flickenschild in Rote Rosen zu sehen.
Sie ist mit dem Schauspieler Silvan-Pierre Leirich verheiratet und hat einen Sohn und eine Tochter. Sie lebt in Rom und Berlin.

## Filmografie
- 1988: Una lepre con la faccia da bambina (Fernsehen)
- 1989: Il ricatto (Fernsehen, 4 Folgen)
- 1989: Solo (Fernseh-Miniserie)
- 1992: Mission der Liebe (Missione d'amore) (Fernseh-Miniserie)
- 1992: Sabato italiano
- 1993: Die Waschmaschine (Vortice mortale)
- 1991–1993: Junge Liebe (I ragazzi del muretto) (Fernsehserie, 28 Folgen)
- 1995: Nothing to Lose
- 1995: Il barone (Fernseh-Miniserie)
- 1998: Für alle Fälle Stefanie (1 Folge)
- 1999: Una sola debole voce (Fernsehen)
- 1995–1999: Schwarz greift ein (Fernsehserie, 15 Folgen)
- 2000: Gioco a incastro (Fernsehen)
- 2001: L'attentatuni (Fernsehen)
- 2001: Una sola debole voce 2 (Fernsehen)
- 2003: SOKO Köln (Fernsehserie, 1 Folge)
- 2005: Bocce Balls
- 2006: Special Needs
- 2011: Kommissar Rex (Fernsehserie, 4 Folgen)
- 2013: Rote Rosen (Fernsehserie, 149 Episoden)
- 2023: SOKO Leipzig (Fernsehserie, Folge Family Business)